# Eicher (Indiaas bedrijf)

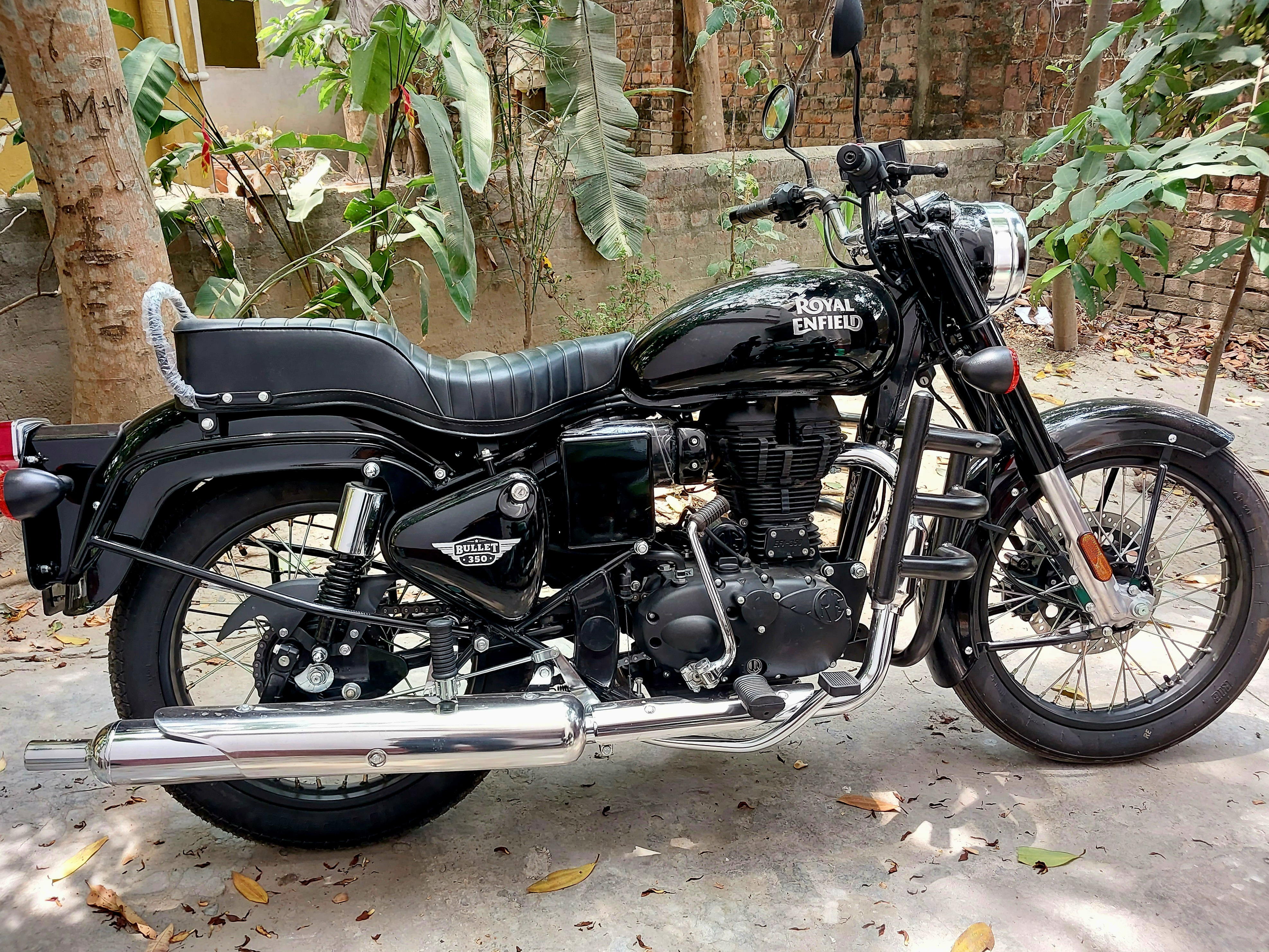
Royal Enfield Bullet Electra 350

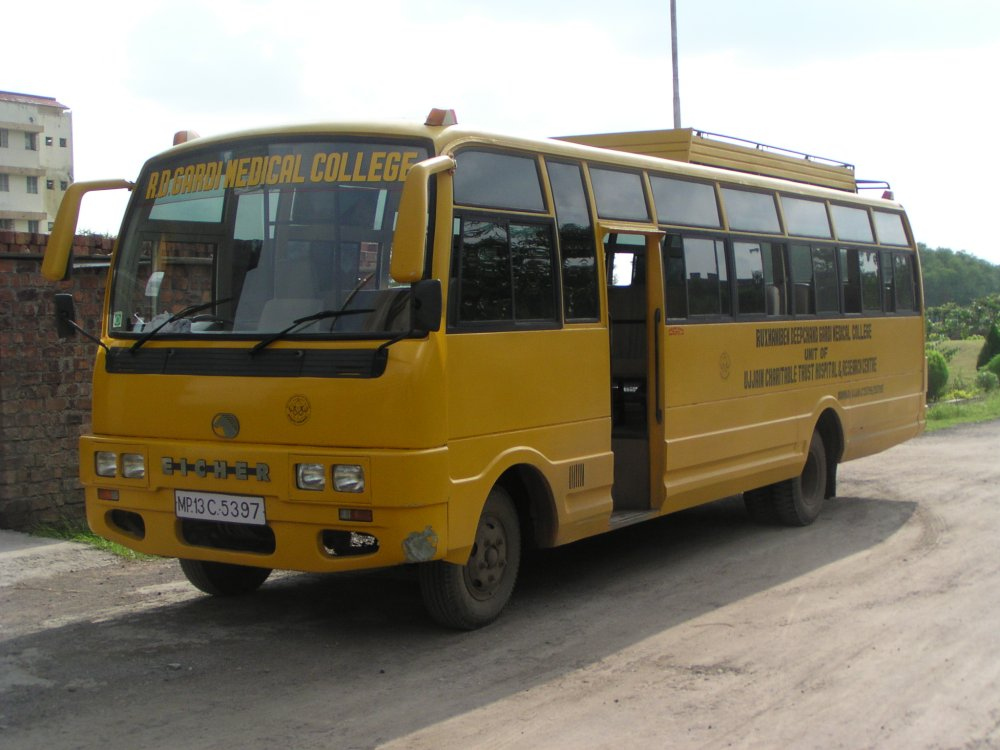
Eicher bus

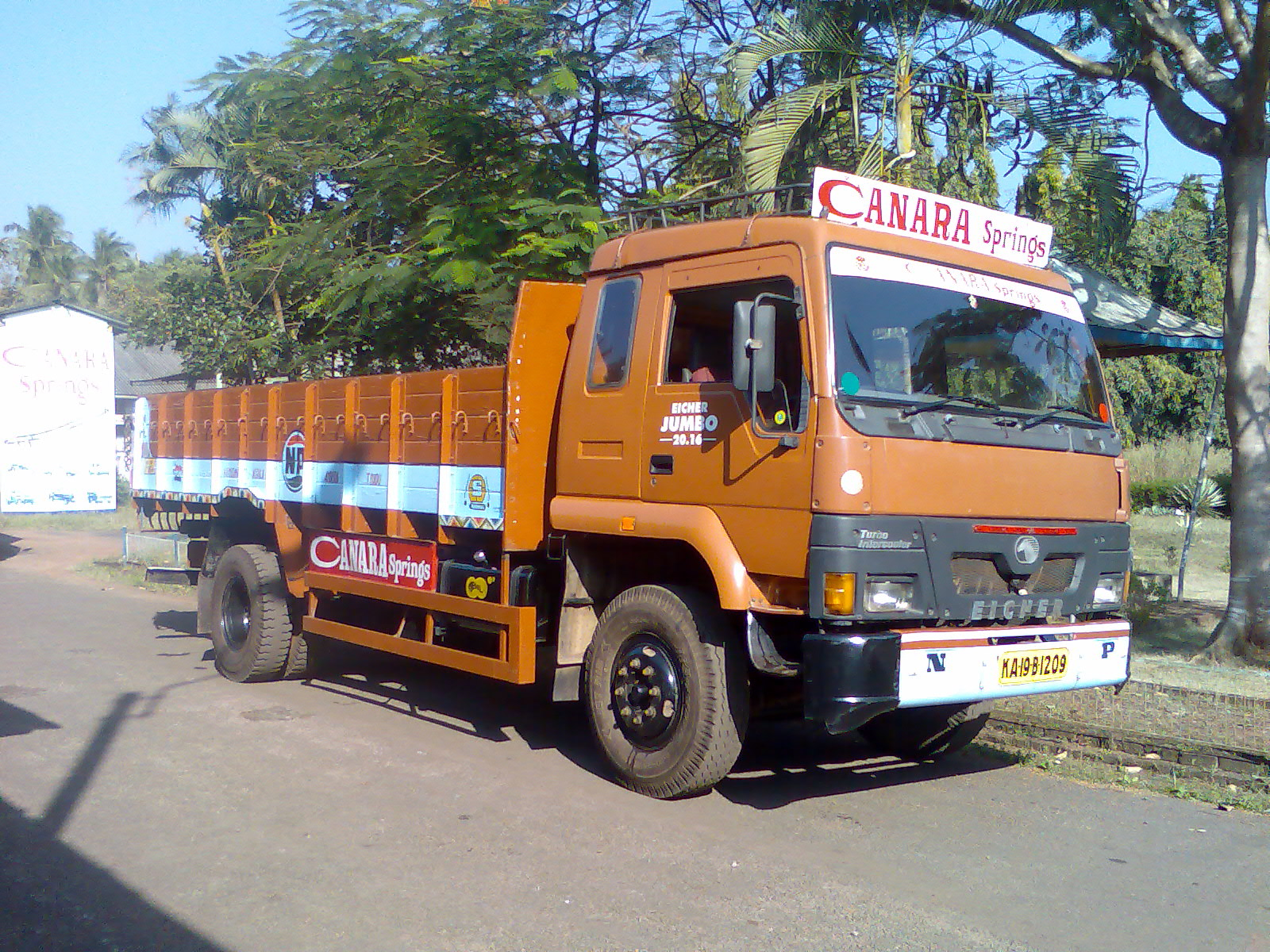
Eicher Jumbo (2016)

Eicher is een fabrikant van motorfietsen en bedrijfswagens in India.

## Activiteiten
Eicher Motors Limited (EML) is een beursgenoteerd bedrijf voornamelijk actief in India. Het is de eigenaar van Royal Enfield en produceert zo'n 600.000 motorfietsen op jaarbasis. het zwaartepunt ligt op motoren met een cilinderinhoud tussen de 250 en 750cc. Het heeft verder een aandelenbelang van 54,4% in de joint venture VE Commercial Vehicle (VECV) met Volvo AB.
EML heeft een gebroken boekjaar dat stopt per ultimo maart. Op 31 maart 2022 werkten er 13.100 mensen bij het bedrijf.

### Motoren
Vanaf 1994 heeft Enfield India eerst deels, maar later volledig in handen, dit is de fabrikant van Royal Enfield motorfietsen. Het is nu veruit de belangrijkste activiteit van het bedrijf. Een ontwerpafdeling zit in Bruntingthorpe in Engeland, maar de productie is geconcentreerd in India. Er zijn drie fabrieken buiten India, in Argentinië, Colombia en Thailand waar motorfietsen worden geassembleerd. In India zijn er zo'n 2200 verkoopvestigingen en buiten India nog eens ruim 800 verdeeld over meer dan 60 landen. In het boekjaar 2021/22 werden zo'n 600.000 motorfietsen geproduceerd en verkocht, hiervan werd iets meer dan 10% buiten India verkocht. Het marktaandeel in de Indiase motorenmarkt ligt op zo'n 6%, maar voor motorfietsen met een cilinderinhoud van van meer dan 125cc is dit bijna 30%.

### Vrachtwagens
Medio 2008 nam Volvo een belang in de joint venture VE Commercial Vehicle (VECV). De bijdrage van Eicher was een deel van de activiteiten op het gebied van vrachtwagens boven de 5 ton en autobussen.
In VECV houdt Volvo Group een aandelenbelang van 45,6% en EML de rest (54,4%). VECV is actief sinds juli 2008 en produceert en levert een breed assortiment vrachtwagens en bussen onder de Eicher merknaam, idem bussen onder de Volvo merknaam, het heeft een verkoop- en servicenetwerk voor Volvo vrachtwagens in India, het levert verder onderdelen en componenten aan Volvo en aan andere partijen. VECV heeft negen productievestigingen verspreid over India en een dealernetwerk van meer dan 500 verkooppunten. In 2021/22 werden bijna 58.000 vrachtwagens en bussen verkocht.

## Geschiedenis
In 1948 werd Goodearth Company opgericht met het doel tractoren te importeren en te verkopen en onderhouden in India. In 1958 werd Eicher Tractor Corporation of India Ltd. opgericht. Eicher Tractor begon in 1959 met het produceren van tractoren onder licentie van het Duitse merk Eicher. Na financiële moeilijkheden nam het Indiase bedrijf het Duitse bedrijf onder zijn vleugels.
In 1982 sloot het een overeenkomst met Mitsubishi voor de productie van lichte bedrijfsvoertuigen. Voor deze activiteit werd Eicher Motors Ltd (EML) opgericht. In 1987 werd deels afscheid genomen van de tractor activiteiten, Eicher Tractors kreeg een eigen beurnotering. Dit bedrijf maakt ook bedrijfs-, terreinwagens en personenauto's.
In 1990 kocht EML een minderheidsbelang van 26% in Enfield India Ltd en in 1993 werd dit belang verhoogd naar 60%. In 1994 beëindigt EML de overeenkomst voor technische assistentie met Mitsubishi na jaren van succesvolle samenwerking. In 2005 werden de tractoractiviteiten afgestoten aan het eveneens Indiase bedrijf TAFE Motors & Tractors Ltd. (TMTL). EML verkocht deze activiteit om zich meer te concentreren en te richten op markten met betere groeikansen zoals bedrijfswagens en motorfietsen.
Drie jaar later werd de joint venture VE Commercial Vehicles Limited (VECV) opgericht met Volvo als partner. EML blijft zich vooral richten op de productie van motorfietsen. Volvo kreeg hierbij een aandelenbelang van 8,4% stake in EML. In maart en juni 2015 verkocht Volvo dit hele aandelenbelang voor INR 1800 crore (ca US$ 286 miljoen), terwijl het in 2008 er zo'n INR 157 crore voor had betaald.  In 2020 nam VECV de aandelen over in Volvo Buses India.